# Mercedes McCambridge
Mercedes McCambridge, född 16 mars 1916 i Joliet, Illinois, död 2 mars 2004 i La Jolla, Kalifornien, var en amerikansk skådespelare.
Redan under collegetiden började hon framträda i radio och snart var hon en av landets mest framstående kvinnliga radioskådespelare. Hon hade framgångar på Broadway i slutet av 1940-talet. Hon filmdebuterade 1949 i Alla kungens män, för vilken hon erhöll en Oscar. 
Genom åren filmade hon endast sporadiskt, ofta i roller som labila kvinnor. Hon hade ett avbrott i karriären under 1960-talet, då hon hamnade i en period av alkoholmissbruk, men lyckades till sist vinna kampen mot sina alkoholproblem. 
Hon var gift två gånger och hade två barn. 1987 mördade sonen John sin fru och sina barn innan han själv tog sitt liv.

## Filmografi i urval
- 1949 – Alla kungens män
- 1951 – Hårda bud
- 1954 – Johnny Gitarr
- 1956 – Jätten
- 1957 – Farväl till vapnen
- 1958 – En djävulsk fälla
- 1959 – Plötsligt i somras
- 1973 – Exorcisten (röst)
- 1979 – Airport 80 - Concorde